# Катастрофа ATR 42 под Меридой
Катастрофа ATR 42 под Меридой — авиационная катастрофа, произошедшая в четверг 21 февраля 2008 года. Авиалайнер ATR 42-300 авиакомпании Santa Bárbara Airlines совершал внутренний рейс BBR518 по маршруту Мерида—Каракас, но через 6 минут и 47 секунд после взлёта врезался в гору в 10 километрах от аэропорта Мериды. Погибли все находившиеся на его борту 46 человек — 43 пассажира и 3 члена экипажа.

## Самолёт
ATR 42-300 (регистрационный номер YV-1449, серийный 028) был выпущен в 1986 году (первый полёт совершил 22 октября). Оснащён двумя турбовинтовыми двигателями Pratt & Whitney Canada PW120. Эксплуатировался авиакомпаниями:
- American Eagle Airlines (с 13 ноября 1986 года по 1 ноября 1999 года, борт N422MQ),
- Aerogaviota (с 1 ноября 1999 года по 1 августа 2002 года, борт CU-T1452),
- Total Linhas Aereas (с 1 августа 2002 года по 19 октября 2005 года, борт PR-TTC).

19 октября 2005 года был куплен авиакомпанией Santa Bárbara Airlines и получил бортовой номер YV1449.

## Экипаж и пассажиры
Состав экипажа рейса BBR518 был таким:
- Командир воздушного судна (КВС) — 36-летний Альдино Гаранито Гомес (исп. Aldino Garanito Gómez).
- Второй пилот — 29-летний Денис Феррейра Кинталь (исп. Denis Ferreira Quintal).
- Бортпроводник — 32-летний Эдмундо Диас Невельино (исп. Edmundo Díaz Nevellino).

| Гражданство | Пассажиры | Экипаж | Всего |
| ----------- | --------- | ------ | ----- |
| Венесуэла   | 37        | 3      | 40    |
| Колумбия    | 5         | 0      | 5     |
| США         | 1         | 0      | 1     |
| Всего       | 43        | 3      | 46    |

## Катастрофа
В 16:59 VST рейс BBR518 вылетел из Мериды и следовал на Каракас. На его борту находились 3 члена экипажа и 43 пассажира.
Через 6 минут после взлёта в кабине пилотов сработала система предупреждения опасного сближения с землёй (GPWS). Через несколько мгновений, увидев гору, пилоты попытались поднять самолёт, однако из-за малой высоты полёта рейс BBR518 врезался в гору в 10 километрах от аэропорта Мериды и полностью разрушился. Все 46 человек на его борту погибли. Пилоты не передавали никаких предупреждений перед катастрофой, самолёт просто не вышел на связь в ожидаемое время.
Аэропорт Мериды не был оснащён радаром, отслеживающим самолёты, поэтому место падения рейса 518 пришлось искать с помощью вертолётов, но на обычном маршруте его найти не удалось. В итоге обломки рейса 518 были найдены в труднодоступном месте в горах на высоте 4100 метров над уровнем моря.

## Культурные аспекты
Катастрофа рейса 518 показана в 12 сезоне канадского документального телесериала Расследования авиакатастроф в серии 28 секунд на выживание.